# Fred Fried
Fred Fried (New York, 2 december 1948) is een Amerikaanse jazz-gitarist.
Fried speelde aanvankelijk klarinet, maar stapte tijdens zijn studietijd aan de universiteit van Boston over op de gitaar. In Los Angeles studeerde hij een half jaar bij George Van Eps, de 'vader van de zevensnarige gitaar'. Dankzij Van Eps ging Fried op een zevensnarige gitaar spelen (later ook een achtsnarige gitaar) en ging hij het gitaar spelen op een meer pianistische manier benaderen. In New York speelde hij regelmatig in het trio van Judd Wodin. Ook werkte hij met Art Pepper en Michael Formanek en trad hij op met onder meer Marty Napoleon, Jay Leonhart, Ruby Braff, Perry Como en Barbara Cook. Nadat hij zich vestigde in Cape Cod speelde hij met onder meer Dick Johnson, Lou Colombo en Greg Abate. Fried heeft verschillende platen als leider opgenomen.

## Discografie (selectie)
- Fingerdance, Cutaway Records, 1988
- Cloud 3, Ballet Tree Jazz Productions, 1996
- When Winter Comes, Ballet Tree Jazz Productions, 2003
- The Wisdom of Notes, Ballet Tree Jazz Productions, 2006
- Core 3.0, Ballet Tree Jazz Productions, 2010